# Театр кукол (Загреб)
Загребский театр кукол (хорв. Zagrebačko kazalište lutaka; известна также аббревиатура ZKL) — кукольный театр в столице Хорватии городе Загребе; детская театральная сцена, центр досуга и культуры города и страны.
Спектакли идут на хорватском; рассчитаны почти полностью на детскую (дошкольную и школьную) аудиторию, но есть и несколько спектаклей для взрослых.

## История
Театр кукол в Загребе был основан правительством Республики Хорватия 6 февраля 1948 года. В первые годы его работы художественным руководителем, режиссёром и директором заведения был Воймил Рабадан (Vojmil Rabadan). Тогда же появилась целая плеяда имен национального театра кукол — Богдан Еркович (Bogdan Jerković), Велимир Хитил (Velimir Chytil), Вишня Стагуляк (Višnja Stahuljak), Косовка Кужат-Спаич (Kosovka Kužat Spaić), Борислав Мркшич (Borislav Mrkšić), Берислав Брайкович (Berislav Brajković), а также и сценографов — Марьян Трепше (Marijan Trepše), Камил Томпа (Kamilo Tompa), Эдо Ковачевич (Edo Kovačević) и другие.
В 1960-х годах работа театра была основана на постановках классикой детской литературы, преобладали традиционные подходы в трактовке кукольного театра как сугубо детского — в качестве развлекательных представлений с дидактическим направлением. Главным творцом в театре тогда был Желян Марковина (Željan Markovina), а в состав творческого коллектива входили Дина Дожич (Dina Dožić), Невенка Филипович (Nevenka Filipović), Яна Кашпер (Jana Kašper), Крсто Крниц (Krsto Krnic), Йаоаким Маткович (Jaoakim Matković), Дуе Новакович (Duje Novaković), Юлия Перлаки (Julije Perlaki), Грвое Швоб (Hrvoje Švob), Андреа Шарич (Andrea Šarić).
Целое десятилетие (1963 — 73) здание театра было закрыто на ремонт, и ZKL с успехом выступал на сценах других театров Загреба и страны, а также выезжал на гастроли за границу — в Сирии, Румынию, Болгарию, Данию, СССР.
В 1970-е в создании репертуара загребских кукольников доминировал режиссёр и постановщик Берислав Дежелич (Berislav Deželić), работа которого была обозначена отходом от реализма и собственными поисками эстетически чистых форм, что постепенно привело к неповторимому визуальному стилю кукол и представлений. Он в сотрудничестве с директором Давором Младиновым (Davor Mladinov) поставил спектакли, которые особенно приветствовала критика (Čarobnjak iz Oza, Tigrić, Plavi Petar и др.). Другими по стилю, но не менее интересными были спектакли, которые подготовили Косовка Кужат-Спаич и Велимир Хитил, с которыми ZKL получил национальную и международную известность.
1980-е и 1990-е стали авторским утверждением 2-х дизайнеров кукол, постоянных членов ZKL — Весны Балабанич (Vesna Balabanić) и Гордана Кребель (Gordana Krebelj), а постановкой спектаклей занимались Йошка Юванчич (Joško Juvančić), Божидар Виолич (Božidar Violić), Георгий Паро (Georgij Paro), Желимир Месарич (Želimir Mesarić), Зоран Мужич (Zoran Mužić; художественный руководитель ZKL). Творческий состав театра увеличился на 24 актёра. Постановки Загребского театра кукол в этот период демонстрируют снова обращение к классике жанра — спектакли по хорватскими и зарубежным народным и литературным сказками, по классике детской литературы. С конца 1990-х годов театр издает свой журнал — обзор «кухни» кукольного театра и представлений LuKa, единственных в своем роде в Хорватии.
На время реконструкции старого помещения театра ZKL давал представления в Культурном центре Трешневки. Наконец 24 октября 2004 года было официально открыто новое основное здание театра, оснащенное по высоким европейским стандартам, что должно было знаменовать новую эру развития театра кукол всей страны. В 2008 году была открыта новая (малая) сцена ZKL.
Важно отметить, что вместе с неоспоримыми заслугами Загребского театра кукол в развитии кукольного искусства, ZKL выполняет особо важную роль в эстетическом и нравственном воспитании молодого поколения, и тесное сотрудничество заведения с детскими садами, школами и образовательными учреждениями добавляет особое значение деятельности этого театра в общественной жизни города Загреба и Хорватии.

## Репертуар
В репертуаре (2011) Загребского театра кукол:
| - DRAGA TILLA DURIEUX (Slobodan Šnajder) - ČAROBNJAK IZ OZA (Фрэнк Баум) - ROBIN HOOD (Nino Škrabe) - DOŽIVLJAJI LUTKA SMOTANOG (Marina Petković Liker) - KRAVA NA MJESECU (Ivan Kristijan Majić) - SNJEGULJICA (братья Гримм) - JEŽEVA KUĆICA (Branko Ćopić) - PETAR PAN (Джеймс Барри) - OSVAJANJE KAZALIŠTA (Dubravko Jelačić Bužimski) - BONTON ILI KAKO PRISTOJNO PROVESTI DAN (ZKL і театр Bembo) - VESELI BALOGOV CIRKUS (Balog — Kostelac — Juričić) - PINOCCHIO (Miro Gavran / Карло Коллоди) - «JEDINI NEUSPJEH ADOLFA H.» (George Tabori) - TRNORUŽICA (бр. Грімм) | - SVAROŽIĆ (Ana Tonković Dolenčić) - PLAKIR (Marin Držić) - NEĆKO SVOJEGLAVEĆKO (Zvonimir Balog) - CRVENKAPICA, ALI DA NE BUDE VUKA (Đuro Roić) - MAČAK U ČIZMAMA (Шарль Перро) - VUK I SEDAM KOZLIĆA (бр. Грімм) - TRI PRAŠČIĆA (Jiri Jaroš) - UMIŠLJENA MIŠICA (Željka Turčinović) - PALČIĆ (Igor Mrduljaš) - IVICA I MARICA (бр. Грімм / Igor Mrduljaš) - PISMO IZ ZELENGRADA (Nevenka Videk) - ČAROBNA FRULA (Вольфганг Моцарт) - TIGRIĆ (Hanna Januszewska) - NADIR (Kruna Tarle) |